# Trinity (album)
 (octobre 2021).
Pour les articles homonymes, voir Anarchie (homonymie).
Albums de Laylow
.RAW-Z
(2018) L'étrange histoire de Mr. Anderson
(2021)
Trinity est le premier album studio du rappeur français Laylow sorti le 28 février 2020. Il comprend des featuring avec Alpha Wann, Jok'Air, S.Pri Noir, Lomepal et Wit.

## Genèse
Le 11 décembre 2019, le rappeur sort le single MEGATRON en tant que premier extrait de l'album.

## Liste des pistes
| 1.    | Initialisation                 |                                          | 0:31 |
| 2.    | MEGATRON                       | Mr. Anderson, Dioscures & Sofiane Pamart | 2:56 |
| 3.    | DEHORS DANS LA NIGHT           | Mingo, Wunda & KOBAYASHI243              | 4:16 |
| 4.    | HILLZ (feat. S.Pri Noir)       | Dioscures & Biggie Jo                    | 2:55 |
| 5.    | PLUG (feat. Jok'Air)           | Mr. Anderson & Binks Beatz               | 3:24 |
| 6.    | Menu principal                 |                                          | 0:31 |
| 7.    | PIRANHA BABY                   | Dioscures                                | 3:14 |
| 8.    | TRINITYVILLE                   | Dioscures & Sofiane Pamart               | 3:26 |
| 9.    | Mieux vaut pas regarder, Pt. 1 |                                          | 0:23 |
| 10.   | VAMONOS (feat. Alpha Wann)     | Dioscures                                | 3:17 |
| 11.   | AKANIZER                       | Mr. Anderson & Dioscures                 | 1:43 |
| 12.   | BURNING MAN (feat. Lomepal)    | Mr. Anderson & Dioscures                 | 3:22 |
| 13.   | Il était une fois sous l'eau   |                                          | 0:48 |
| 14.   | LONGUE VIE...                  | Dioscures                                | 3:44 |
| 15.   | Mieux vaut pas regarder, Pt. 2 |                                          | 1:32 |
| 16.   | ... DE BATARD (feat. Wit.)     | Mr. Anderson                             | 4:13 |
| 17.   | Tentative de reconnexion       |                                          | 0:28 |
| 18.   | POIZON                         | Mr. Anderson, Dioscures & Sofiane Pamart | 3:36 |
| 19.   | NAKRÉ                          | Dioscures & Sofiane Pamart               | 3:55 |
| 20.   | MILLION FLOWERZ                | Dioscures                                | 2:46 |
| 21.   | Manuel d'utilisation           |                                          | 0:56 |
| 22.   | LOGICIEL TRISTE                | Mr. Anderson, Dioscures & Sofiane Pamart | 3:43 |
| 55:50 |                                |                                          |      |

## Titres certifiés en France
- MEGATRON  Or[2]
- DEHORS DANS LA NIGHT  Platine[3]
- PLUG (feat. Jok'Air)  Platine[4]
- TRINITYVILLE  Or[5]
- BURNING MAN (feat. Lomepal)  Platine[6]
- ... DE BATARD (feat. Wit.)  Or[7]
- POIZON  Or[8]
- LOGICIEL TRISTE  Or[9]

### Ventes et certifications
| Région        | Certification | Ventes/Streams |
| ------------- | ------------- | -------------- |
| France (SNEP) | 2 × Platine   | 200 000        |

## Réception

### Commercial
L'album passe la barre des 50 000 ventes le 10 novembre 2020 (environ 10 mois après sa sortie), ce qui lui permet d'être certifié disque d'or,.
Le 18 novembre 2021, l'album est certifié disque de platine (100 000 ventes).

### Critique
L'album est très majoritairement bien reçu par les internautes et par la communauté rap,.